# Podkoren
Podkoren (Duits: Wurzen) is een plaats in Slovenië die deel uitmaakt van de Sloveense gemeente Kranjska Gora in de NUTS-3-regio Gorenjska. De plaats telde 397 inwoners op 1 januari 2020.
Het is een skicentrum met skischansen. Ook wordt er de finale van wereldbeker skivliegen gehouden. In de omgeving ligt de Wurzenpass op 1073 meter.

## Externe links

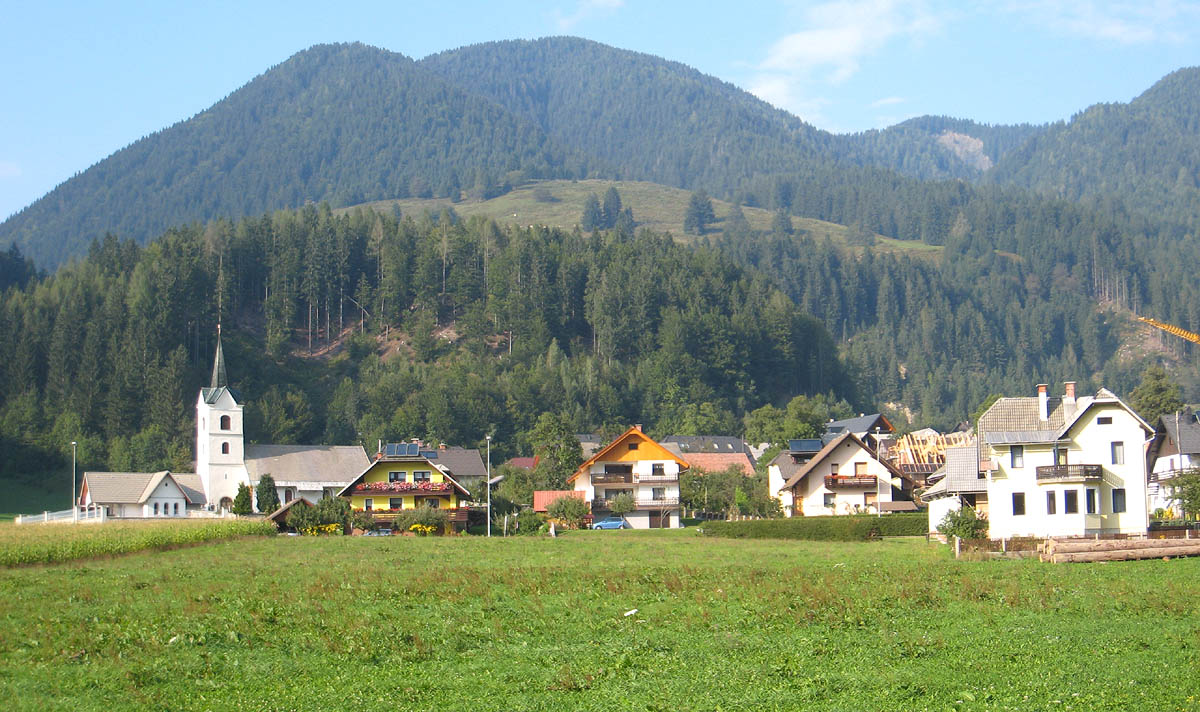
Podkoren

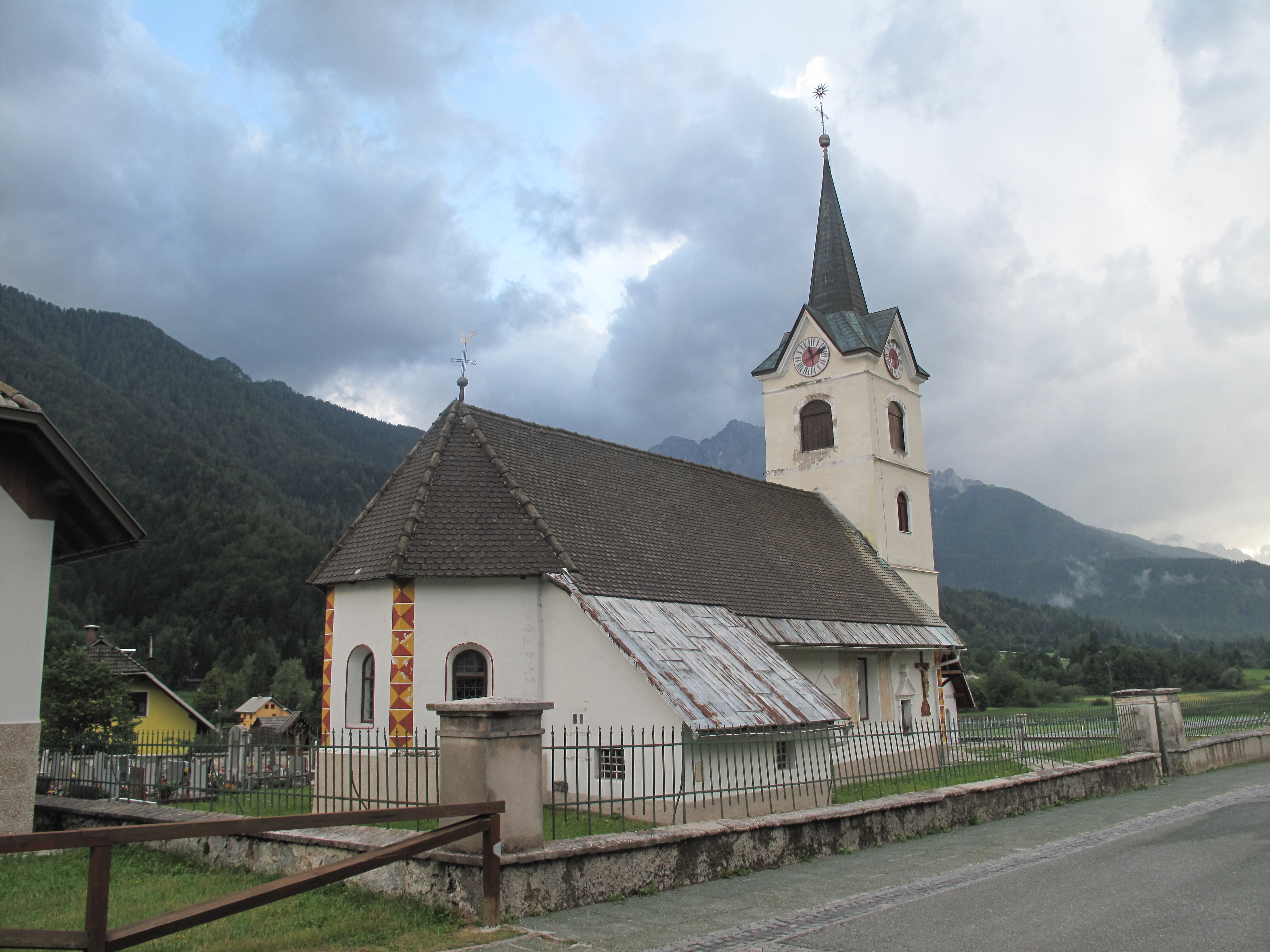
Podkoren, kerk
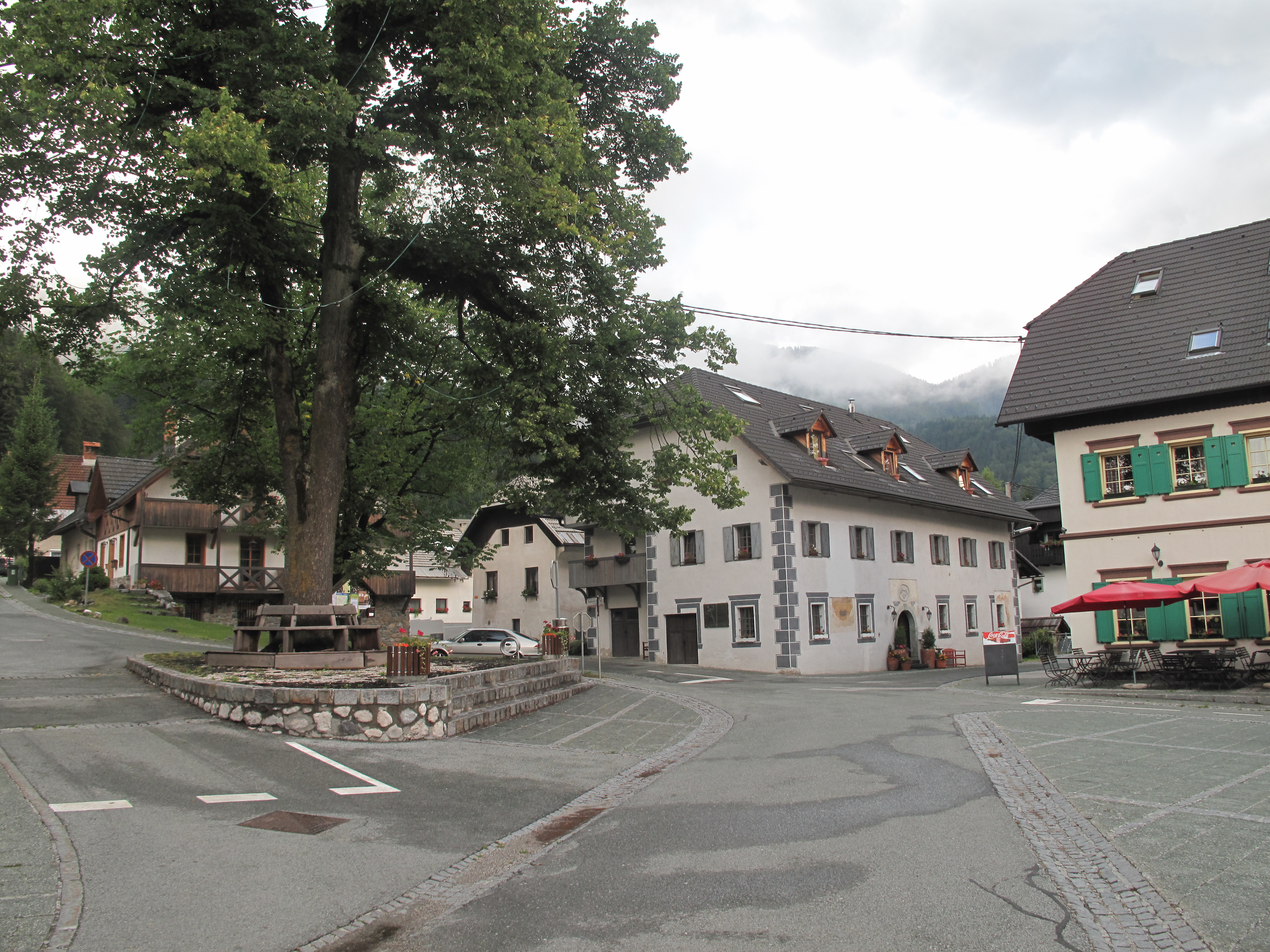
Podkoren, straatzicht